# Damian Timan
Damian Timan (Nieuw-Vennep, 5 maart 2001) is een Nederlands voetballer die als middenvelder voor Jong PSV speelt.

## Carrière
Damian Timan speelde in de jeugd van Wilhelmina Boys en sinds 2009 in de jeugd van PSV, waar hij in 2019 een contract tot medio 2022 tekende. Hij debuteerde in het betaald voetbal voor Jong PSV in de Eerste divisie op 13 januari 2020, in de met 0-0 gelijkgespeelde thuiswedstrijd tegen Jong Ajax. Hij kwam in de 75e minuut in het veld voor Andrew Mendonça.

### Statistieken
| Seizoen                       | Club           | Land           | Competitie     | Competitie | Competitie | Beker | Beker | Totaal | Totaal |
| Seizoen                       | Club           | Land           | Competitie     | Wed.       | Dlp.       | Wed.  | Dlp.  | Wed.   | Dlp.   |
| ----------------------------- | -------------- | -------------- | -------------- | ---------- | ---------- | ----- | ----- | ------ | ------ |
| 2019/20                       | Jong PSV       | Nederland      | Eerste divisie | 1          | 0          | –     | –     | 1      | 0      |
| Carrièretotaal                | Carrièretotaal | Carrièretotaal | Carrièretotaal | 1          | 0          | 0     | 0     | 1      | 0      |
| Bijgewerkt op 15 januari 2020 |                |                |                |            |            |       |       |        |        |